# Martha Norelius
Martha (Märta) Maria Norelius (ur. 22 stycznia 1909 w Sztokholmie, zm. 25 września 1955 w Saint Louis) – amerykańska pływaczka. Trzykrotna złota medalistka olimpijska.
Urodziła się w Szwecji, a jej trenerem był ojciec Charles Norelius. Specjalizowała się w stylu dowolnym. Startowała na dwóch igrzyskach olimpijskich (IO 24, IO 28) na obu triumfowała na dystansie 400 metrów kraulem – jako pierwsza pływaczka zdobyła złote medale na dwóch różnych igrzyskach. W 1928 dodatkowo zwyciężała w sztafecie 4 × 100 metrów stylem dowolnym. Wielokrotnie biła rekordy świata.
W 1967 została przyjęta do International Swimming Hall of Fame.